# 盤の沢川 (札幌市)
盤の沢川（ばんのさわがわ）は、北海道札幌市南区豊滝を流れる石狩川水系豊平川支流の河川である。札幌市が管理する普通河川に分類される。

## 地理
札幌岳主峰に源を発し、北に流れて豊平川に合流する。
同じく札幌岳主峰から発する滝の沢が、西側を流れている。
また盤の沢下流部の約500メートル東には中の沢が並行して流れ、滝の沢のさらに西側には山部沢がある。

## 橋梁

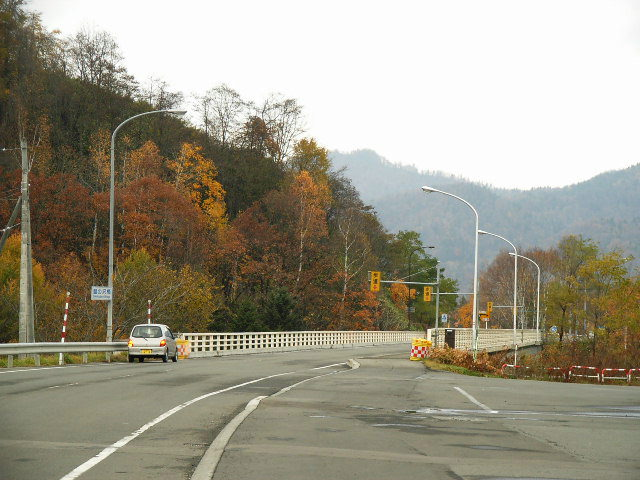
盤の沢橋
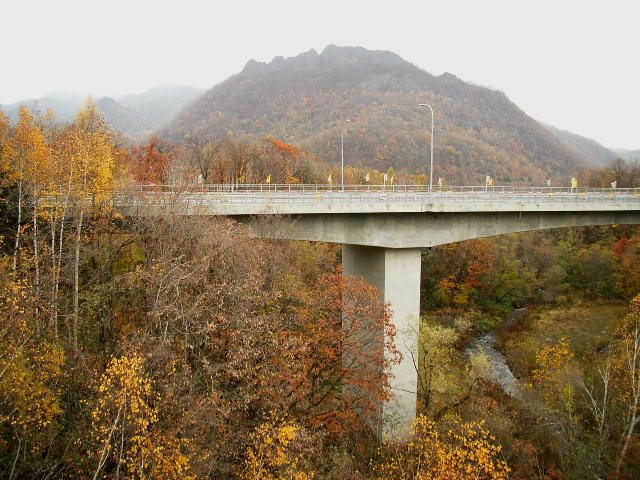
新盤の沢橋と観音岩山

2つの橋が盤の沢の谷を越すために下流部に架かる。なお、さらに下流側の豊平川合流点そばには、定山渓鉄道線の痕跡として川にトンネルを潜らせる堤がある。
盤の沢橋
1961年（昭和36年）竣工。国道230号のために架けられた。
日本国内で2番目、北海道では初となるディビダーク工法を用いたラーメン橋である。この工法は両端からコンクリートを打設していって最後に支間中央で結合するものだが、盤の沢橋では結合時の上下の誤差がわずか11ミリメートルであったという。
PC鋼材で水平・鉛直方向に主桁と橋台を緊結することにより、橋脚の厚さを80センチメートルという、高さに対して極端に薄い水準にまで抑えている。さらに中央ヒンジ部は、温度変化による橋体の伸縮に対して水平移動を可能とする一方で、走行荷重に対しては左右の桁に段差ができないような特別の工夫がなされている。
また、中央支間80メートルという長さは、架橋当時のコンクリート桁橋としては日本最長記録であった。
新盤の沢橋
1996年（平成8年）竣工。国道230号新ルートのために架けられた。
谷を高架でまたぎ越して直線で通過するため、盤の沢橋よりも位置が下流になった。
- 盤の沢橋
- 新盤の沢橋と観音岩山